# Zinkseife
| Zinksalze einzelner Fettsäuren                |
| --------------------------------------------- |
| Zinkoleat, das Zinksalz der Ölsäure.          |
| Zinkpalmitat, das Zinksalz der Palmitinsäure. |
| Zinkstearat, das Zinksalz der Stearinsäure.   |

Zinkseife ist eine Sammelbezeichnung für Zinksalze einzelner Fettsäuren  oder – häufiger – Gemische von Zinksalzen mehrerer Fettsäuren.

## Herstellung
Die Verseifung natürlicher Fette und Öle mit Alkalihydroxid oder Ammoniak liefert Gemische der Alkali- bzw. Ammoniumsalze der Fettsäuren und Glycerin. Durch Fällen mit anorganischen Zinksalzen erhält man aus den Alkali- oder Ammoniumsalzen der Fettsäuren die entsprechenden Zinkseifen. Die Anteile der einzelnen Fettsäure-Anionen im Gemisch der Zinkseife hängt dabei von der Natur und Provenienz des als Rohstoff verwendeten Triglycerides ab. Die direkte Herstellung der Zinkseife durch Umsetzung natürlicher Fette und Öle mit Zinkoxid oder Zinkhydroxid ist ebenfalls möglich.
Eine chemisch weitgehend einheitliche Zinkseife kann man erhalten durch Umsetzung einer reinen Fettsäure mit einer stöchiometrischen Menge Zinkoxid. Beispiele für solche Zinkseifen sind:
- Zinkoleat, das Zinksalz der Ölsäure.
- Zinkpalmitat, das Zinksalz der Palmitinsäure (Hexadecansäure).
- Zinkstearat, das Zinksalz der Stearinsäure (Octadecansäure), weißes, neutrales, amorphes, flaumiges, wasserabweisendes Pulver, unlöslich in Wasser und Alkohol (Ethanol) und Ether.[2] Technisches Zinkstearat besteht aus etwa 65 % Zinkstearat, 25 % Zinkpalmitat und 10 % von Zinkseifen anderer Fettsäuren.

## Verwendung
Verwendung finden Zinkseifen als Trocknungsmittel in Farben und Lacken, als Mittel zum Wasserfestmachen von Geweben, Garnen, Leder und porösen Gesteinen, Verdickungsmittel in Mineralöl-basierten Schmierfetten und Gleitmitteln, als Feuerlöschpulver, Imprägnierungsmittel in der Baustoff- und Papierindustrie, in der Gummiindustrie als Aktivator für Vulkanisationsbeschleuniger, als Mastikationshilfsmittel und als Kautschukpudermittel sowie in der kosmetischen und pharmazeutischen Industrie zur Herstellung von Puder, Hautcreme  und Salbe sowie als Stabilisator für PVC und in wasserabstoßenden Präparaten.
Zur Herstellung von Puder, Creme und Salbe in der kosmetischen und pharmazeutischen Industrie benutzt man Zinkstearat. Das Zinkstearat darf laut Europäischem Arzneibuch zur Verwendung in der Pharmazie Zinkoleat und Zinkpalmitat in „wechselnden Mengen“ enthalten, die Zusammensetzung der Fettsäure-Fraktion ist also nicht klar definiert.

## Weitere Seifen
- Metallseifen
- Lithiumseife
- Natriumseife
- Kaliumseife
- Calciumseife
- Bariumseife